# Konstal N
Konstal N je najstariji model poljskih tramvaja serije Konstal. Tramvaj se proizvodio u četrdesetim i pedesetim godinama prošlog stoljeća u tvornicama Konstal, Stocznia Gdańska i Sanowag. Proizvedeno je 516 tramvaja za poljske javne prijevoznike. U proizvodnji je zamijenjen tramvajima tipa Konstal 4N.

## Konstrukcija
N je dvosmjerni dvoosovinski tramvaj koji potječe od njemačke koncepcije KSW. Tramvaj ima vrata na obje strane i vozačke kabine na svakom kraju vozila. Tramvaj može voziti na 1435 mm kolosijeku, ali i na 1000 mm. Struja s kontaktne mreže se uzima pantografom. Tramvaji se mogu spajati i u tipične kompozicije (N+ND+ND)(slika), a cijela kompozicija upravlja se samo s jednim tramvajem.

## Verzije tramvaja i rekonstrukcije
- N1 (proizvodnja: 1948. – 1956.)
- N2 (proizvodnja: 1950. – 1952.)
- N3 (proizvodnja: 1952. – 1956.)
- ND1 (proizvodnja: 1948. – 1950.)
- ND2 (proizvodnja: 1950. – 1953.)
- ND3 (proizvodnja: 1953. – 1956.)
- 2N (proizvodnja: 1950. – 1956.; širina kolosijeka: 1000 mm)
- 2N1 (proizvodnja: 1950. – 1951.; širina kolosijeka: 1000 mm)
- 2ND (proizvodnja: 1955.; širina kolosijeka: 1000 mm)

## Galerija
- Tramvaj N s prikolicom u Szczecinu
- Povijesni tramvaj N u Gdanjsku
- Povijesni tramvaj N u Krakovu
- Povijesni tramvaj N u Poznanju
- Povijesni tramvaj N u Varšavi